# Singing the Blues
Singing the Blues is een liedje, geschreven door de Amerikaanse singer-songwriter Melvin Endsley. Hij schreef het liedje in 1954. De eerste die het opnam was de countryzanger Marty Robbins in het jaar daarop. Het nummer kwam pas in 1956 uit als single en werd een groot succes bij het eigen publiek van Robbins. Het stond dertien weken op de eerste plaats in de C&W Best Sellers Chart, de lijst van best verkochte countryplaten, die later zou opgaan in de Hot Country Songs.
In The Top 100, de voorloper van de Billboard Hot 100, haalde Robbins de 17e plaats. Een rock-'n-roll-versie door Guy Mitchell scoorde daar veel hoger. In het Verenigd Koninkrijk had Tommy Steele een hit met het nummer.
De zanger zingt de blues sinds zijn geliefde is weggelopen. Hij weet zich geen raad meer met zijn leven en doet weinig anders meer dan huilen.

## Versie van Guy Mitchell
De versie van Marty Robbins was net uit, toen zijn platenmaatschappij, Columbia Records, het nummer ook liet opnemen door een zanger in het rock-'n-roll-genre, Guy Mitchell. Deze werd daarbij begeleid door het orkest van Ray Conniff. Het fluiten op de opname deed Conniff zelf.
De versie van Guy Mitchell  bracht het tot de eerste plaats in The Top 100 en bleef daar  negen weken, van 8 december 1956 t/m 2 februari 1957. In het begin van 1957 bereikte het nummer ook de eerste plaats in de Britse UK Singles Chart. In Nederland haalde Singing the Blues de vierde plaats.
Crazy with Love, de B-kant van Mitchells Singing the Blues, was in de VS ook een klein hitje en haalde de 53e plaats in The Top 100.
De opvolger van Singing the Blues was Knee Deep in the Blues, alweer een liedje van Melvin Endsley dat door zowel Marty Robbins als Guy Mitchell werd opgenomen. Op de versie van Guy Mitchell werd ook gefloten. De versie van Marty Robbins haalde de derde plaats in de C&W Best Sellers Chart, die van Guy Mitchell kwam tot nummer 16 in The Top 100 en nummer 3 in de UK Singles Chart.

## Andere versies
De Engelse zanger Tommy Steele, die zich specialiseerde in covers van Amerikaanse hits, nam het nummer in de laatste maanden van 1956 ook op met zijn begeleidingsgroep The Steelmen. In november 1956 werd het uitgebracht als single. De versies van Tommy Steele en Guy Mitchell wisselden elkaar in de eerste weken van 1957 af op de eerste plaats van de UK Singles Chart.
Net als Robbins en Mitchell nam Steele Knee Deep in the Blues op als zijn volgende nummer. De hoogste notering was een 15e plaats in de UK Singles Chart.
Bill Haley & His Comets namen Singing the Blues in 1960 op voor hun album Haley's Juke Box.
Dean Martin zong het nummer in 1963 voor zijn album Dean ‘Tex’ Martin: Country Style.
Hugues Aufray en zijn Skiffle Group namen in 1964 een zeer vrije Franse vertaling op onder de titel Tout le long du chemin.
Frank Ifield zette het nummer in 1968 op de achterkant van zijn single Some Sweet Day.
In 1980 bracht een uitvoering door Dave Edmunds het tot de 28e plaats in de UK Singles Chart.
Paul McCartney zong het nummer in 1991 in de tv-show Unplugged. Het staat op het album Unplugged (The Official Bootleg), dat naar aanleiding van het optreden gemaakt is.
Daniel O'Donnell had in 1994 een kleine hit met het nummer (23 in de UK Singles Chart).
De Amerikaanse punkband Groovie Ghoulies zette Singing the Blues op zijn album World Contact Day van 1996.
Bert Jansch nam het nummer in 2000 op voor zijn album Crimson Moon.
Cliff Richard en The Shadows namen in 2009 voor het eerst sinds veertig jaar weer samen een plaat op. Hun versie van Singing the Blues kwam echter niet verder dan de 40e plaats in de UK Singles Chart. Het nummer staat ook op het album Reunited – Cliff Richard and The Shadows.

### Voetballied
Singing the Blues is al sinds 1969 het lied van de fans van de voetbalclub Birmingham City FC. Het lied wordt wel vaker gezongen op de tribunes van de voetbalstadions. Bijvoorbeeld door Blackburn Rovers FC in wedstrijden tegen Burnley FC: ‘Never felt more like singing the blues, the Rovers win and Burnley lose, oh Rovers, you've got me singing the blues.’ Ook de fans van Everton FC, Manchester City FC en Sheffield Wednesday FC maken creatief gebruik van het lied.